# カズハゴンドウ
カズハゴンドウ（数歯巨頭、Peponocephala electra）はクジラ目ハクジラ亜目マイルカ科カズハゴンドウ属に属する海棲哺乳類である。世界中の温暖な海域に棲息しているが、遠洋を好むため、見かけることはあまりない。ユメゴンドウやゴンドウクジラによく似ている。カズハゴンドウ属に属するのはカズハゴンドウのみである。

## 分類
カズハゴンドウは、接触することが困難で、集団座礁によって情報が得られる程度であるため、詳しいことはあまりわかっていない。1966年まではカマイルカ属 Lagenorhynchus に分類されていたが、現在ではカズハゴンドウ属 Peponocephala として独立している。属名の Pepo はメロンを意図して付けられた名前であり、ギリシア語では"peponi"はメロンを意味するが、1998年、鯨類学者Dale W. Riceは Pepo はラテン語でメロンではなくカボチャの意であると指摘した。英語では"Melon-headed Whale"（メロン頭の鯨の意）と呼ばれているが、学名に忠実に呼ぶならば"Pumpkin-headed Whale"（カボチャ頭の鯨）と呼ばれるべきである。しかし生物学者もクジラ愛好家も、誰もそう呼んではいない。
和名のカズハ（数歯）は歯の本数が多い（上下顎ともに各42-50本）ことに由来する。

## 形態、生態
カズハゴンドウの身体の形状は魚雷に似ており、頭部は丸くなった円錐状である。全身はほぼ明るい灰色であるが、顔だけは濃い灰色であり、しばしば「仮面」(Mask) とも呼ばれる。胸びれは長く先端がとがっている。背びれは長く、シャチを思い起こすような形状である。横顔をよく見ると、ユメゴンドウほどは丸くなく、これは識別するときの目印にもなる。　
産まれた直後は体長1m程度、体重10-15kgである。成長すると体長は3mほどになり、体重は200kgを超える。寿命は少なくとも20年で、雌の場合にはおそらく30年以上だろう。
カズハゴンドウは、特に驚いた時など、非常に速く泳ぐことが可能である。そういった場合には、水面からジャンプして水しぶきを立てながら泳いでいく。少なくとも100頭程度の群、稀には1000頭もの巨大な群を成して行動する。そして集団座礁してしまうことが少なくない。2008年5月にマダガスカル北西部ローザ潟湖の浅瀬で100頭ほどが座礁した際、地元住民が海に戻すべく奮闘したが少なくとも75頭が死んだとされる原因について、海底調査船のソナー(音波探知機)の高周波音である可能性が指摘されている。
主にイカなどの頭足類を食べる。
口元の白いラインが暗闇で光り、イカなどを誘き寄せて捕食する。

## 生息域と生息数
カズハゴンドウは世界中の熱帯から亜熱帯の遠洋に棲息する。北限では暖流に沿った海域で見られ、例えばアイルランドの南の沖合いでの観察例も知られている。しかし通常は北緯20度から南緯20度の範囲の大陸棚よりももっと沖で見られることが多い。ハワイやフィリピンのセブ島などは大陸棚が狭いため、カズハゴンドウを観察するには適している。
確実なデータはないが、他の多くのマイルカ科の種と同様に回遊は行わないと考えられている。